# TV Liberal Castanhal
TV Liberal Castanhal é uma emissora de televisão brasileira sediada em Castanhal, cidade do estado do Pará. Opera no canal 11 (49 UHF digital) e é afiliada à TV Globo. É uma emissora própria da Rede Liberal, pertencendo ao Grupo Liberal. 

## História
Em janeiro de 1989, foi anunciado que Castanhal ganharia um novo canal de televisão. Seria uma repetidora da TV Liberal, operando no canal 9. A TV Liberal recebeu concessão do canal 11 no município em 26 de abril de 1989. A emissora entrou no ar em 21 de maio do mesmo ano, em caráter experimental. Existiam projetos para estrear programação local. Sua operação comercial foi iniciada em 8 de agosto.
Em 13 de novembro de 1997, o repórter Rivan Jatene foi mantido refém por presidiários e baleado com dois tiros, um no abdômen e um na perna. Ele fazia a cobertura da rebelião dos detentos do presídio estadual Fernando Guilhon. O cinegrafista Paulo Roberto Silva e dois agentes penitenciários também estavam mantidos como reféns. Rivan foi levado por uma ambulância ao Hospital São José, em Castanhal, e sobreviveu.
Em 26 de agosto de 2001, a TV Liberal Castanhal exibiu a última edição local do Liberal Comunidade, seu único programa local, apresentado por Rivan Jatene. A exibição do telejornal já havia sido suspensa em 1998, devido a adequação à proibição de exibição de programação local em retransmissoras.
Em 22 de março de 2019, funcionários da emissora realizaram uma paralisação. Os motivos seriam o acúmulo de funções e a reivindicação de aumento de salários. Os profissionais alegaram que realizavam até quatro funções diferentes, recebendo salários equivalentes a somente uma.

## Sinal digital
| Canal virtual | Canal digital | Resolução de tela | Programação                                              |
| ------------- | ------------- | ----------------- | -------------------------------------------------------- |
| 11.1          | 49 UHF        | 1080i             | Programação principal da TV Liberal Castanhal / TV Globo |

A TV Liberal Castanhal ativou seu sinal digital em 6 de novembro de 2019, por meio do canal 49 UHF digital, sendo a segunda emissora da rede (após a TV Liberal Marabá) a adotar a tecnologia. Inicialmente, a programação era transmitida em qualidade SDTV. Em 18 de fevereiro de 2020, após a instalação de um controle mestre digital, a qualidade foi alterada para HDTV.

## Programas
Além de retransmitir a programação nacional da TV Globo e estadual da Rede Liberal, a TV Liberal Castanhal insere comerciais locais. Em toda a sua história, emissora produziu e exibiu somente a edição local do Liberal Comunidade.

## Equipe

### Membros atuais
- Noriel Magalhães[14]

### Membros antigos
- Patrícia Baía[15]
- Rivan Jatene (hoje na TV Castanhal)[6]